# Magyar Televízió
Magyar Televízió (en español, «Televisión húngara»), también conocida como MTV, fue una empresa de televisión pública de Hungría. Existió desde 1957 hasta 2015, cuando todos sus activos fueron transferidos a la corporación pública estatal MTVA.

## Historia

### República Popular de Hungría (1954-1989)
Las primeras pruebas de Magyar Televízió (MTV) tuvieron lugar en 1954, pero no fue hasta el 23 de febrero de 1957 cuando comenzó sus emisiones regulares. La inauguración oficial se produjo el 1 de mayo de 1957, con la transmisión de un desfile del ejército húngaro, y el 2 de julio se estrenaron los programas diarios de información. En ese tiempo formaba parte de la radio pública Magyar Rádió. Desde su creación y hasta la caída del sistema comunista en 1989, MTV estuvo controlada directamente por el estado.
En sus primeros años se convirtió en uno de los grupos audiovisuales más activos de Europa del Este. Fue uno de los grupos impulsores de la Organización Internacional de Radio y Televisión (OIRT), una plataforma de televisiones públicas de órbita socialista, distinta a la Unión Europea de Radiodifusión (UER), cuyo objetivo era el intercambio de programas.
En los siguientes años, el desarrollo de MTV le llevó a realizar las primeras emisiones en color (1967) y a crear un segundo canal (1971). En 1974 se produjo la separación de radio y televisión en dos empresas independientes. Otros avances significativos fueron la creación del teletexto en 1981, las desconexiones territoriales para provincias en 1984, y la llegada de programas occidentales como la telenovela La esclava Isaura (Rabszolgasors).

### República de Hungría (1989-2015)
Con la caída del régimen socialista en 1989, el nuevo gobierno hizo cambios en el sistema público. Se creó un canal público independiente de MTV para la comunidad magiar, Duna TV, que comenzó sus emisiones el 24 de diciembre de 1992. Al mismo tiempo, Magyar Televízió asumió el papel de radiodifusora pública en las fronteras de Hungría. La empresa se integró en la UER en 1993.
En 1997, el gobierno húngaro aprobó la creación de dos canales de televisión comercial: TV2 y RTL Klub. Para que TV2 tuviera señal analógica nacional, MTV2 perdió la suya y sus emisiones quedaron restringidas al cable y satélite, por lo que el servicio público se quedó solamente con el primer canal.
A comienzos del siglo XXI, el gobierno húngaro eliminó el impuesto directo y convirtió a MTV en una corporación financiada con publicidad y aportaciones estatales. En ese tiempo el grupo modificó su imagen corporativa y trasladó su sede a las afueras de Budapest. En 2008 comenzó a emitir en alta definición.

### Traspaso a MTVA (2015)
En 2011 el gobierno de Viktor Orbán creó una corporación de radiodiofusión pública, MTVA (Médiaszolgáltatás-támogató és Vagyonkezelő Alap), que agrupa todos los medios de comunicación públicos. La operación concluyó en 2015 con el reordenamiento de los servicios de radio y televisión dentro de una sociedad sin ánimo de lucro, Duna Médiaszolgáltató. De este modo, Duna se convirtió en el primer canal generalista y Magyar Televízió asumió las señales temáticas.